# Sigmund Rascher
Sigmund Rascher (12 de fevereiro de 1909 - 26 de abril de 1945) foi um médico alemão das SS.

## Vida
Ele realizou experimentos mortais em humanos para entender os efeitos sobre alta altitude, congelamento e coagulação de sangue estando sob o patrocínio do líder das SS Heinrich Himmler, a quem sua esposa Karoline "Nini" Diehl teve conexões diretas. Quando as investigações policiais descobriram que o casal enganava o público sobre sua fertilidade sobrenatural por "contratar" e sequestrar bebês, ela e Rascher foram presos em abril de 1944. Ele foi acusado de irregularidades financeiras, assassinato de seu ex-assistente de laboratório e fraude científica. Foram enviados para Dachau antes de serem executados. Após sua morte, os julgamentos de Nuremberg acabaram por julgar suas experiências como desumanas e criminosas.

## Carreira na SS
Em 1939, Rascher transferiu-se para a SS com o posto de Private. Naquele mesmo ano, Rascher denunciou seu pai, e foi recrutado para a Luftwaffe. Um relacionamento e um eventual casamento com a ex-cantora Karoline "Nini" Diehl lhe renderam acesso direto ao Reichsführer-SS Heinrich Himmler. A conexão de Rascher com Himmler deu-lhe imensa influência, até mesmo sobre seus superiores.  Embora não esteja claro quanto à natureza precisa da conexão de Diehl com Himmler, ela frequentemente se correspondia com ele e intercedia com ele em favor de seu marido; sugere-se que Diehl pode ter sido um ex-amante de Himmler.
Uma semana após a primeira reunião com Himmler, Rascher apresentou um artigo, "Relatório sobre o Desenvolvimento e Solução para Algumas das Tarefas Atribuídas do Reichsfuehrer Durante uma Discussão Realizada em 24 de abril de 1939".  Rascher se envolveu no teste de um extrato de planta como um tratamento de câncer. Kurt Blome, deputado do Reich Health Leader e plenipotenciário para a pesquisa do câncer no Conselho de Pesquisa do Reich, era favorável a testar o extrato em roedores, mas Rascher insistiu em usar cobaias humanas. Himmler tomou o lado de Rascher e uma Estação de Testes de Câncer Humano foi estabelecida em Dachau. Blome trabalhou no projeto.

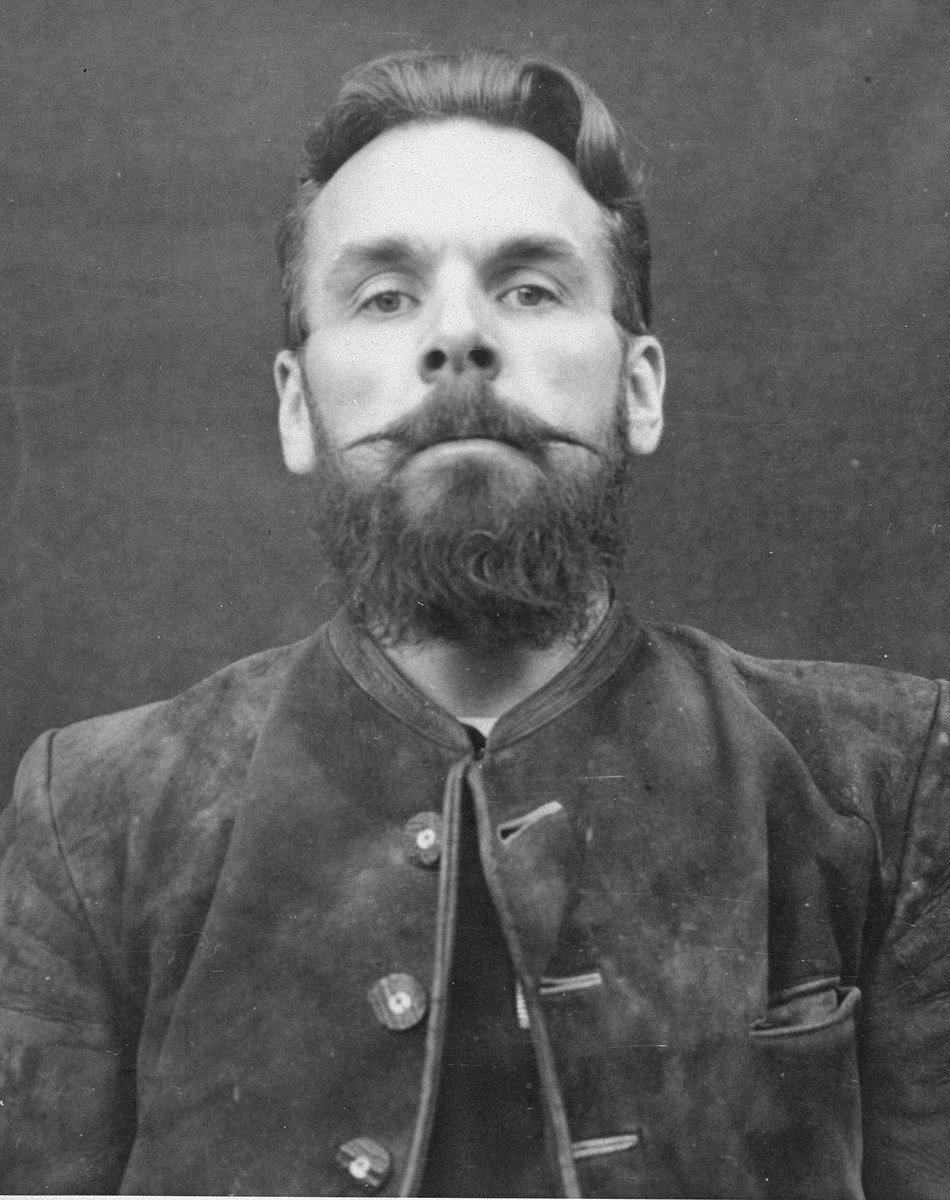
Mugshot de Wolfram Sievers, levado pelas autoridades americanas após sua prisão

### Experimentos em grandes altitudes
Rascher sugeriu no início de 1941, enquanto capitão do Serviço Médico da Luftwaffe, que experimentos de alta altitude/baixa pressão fossem realizados em seres humanos.  Enquanto fazia um curso de medicina aeronáutica em Munique, ele escreveu a Himmler uma carta na qual ele disse que seu curso incluía pesquisas sobre voos de alta altitude e era lamentável que nenhum teste com humanos tivesse sido possível, pois tais experimentos eram altamente perigosos e ninguém se voluntariou para eles. Rascher pediu a Himmler que colocasse seres humanos à sua disposição, afirmando francamente que os experimentos poderiam ser fatais, mas que os testes anteriores feitos com macacos haviam sido insatisfatórios. A carta foi respondida por Rudolf Brandt, ajudante de Himmler, que informou a Rascher que os prisioneiros seriam disponibilizados.
Rascher posteriormente escreveu de volta a Brandt, pedindo permissão para realizar seus experimentos em Dachau, e os planos para os experimentos foram desenvolvidos em uma conferência no início de 1942 com a presença de Rascher e membros do Serviço Médico da Luftwaffe. Os experimentos foram realizados na primavera e no verão do mesmo ano, utilizando-se uma câmara de pressão portátil fornecida pela Luftwaffe. As vítimas foram trancadas na câmara, cuja pressão interior foi então reduzida para um nível correspondente a altitudes muito elevadas. A pressão poderia ser alterada muito rapidamente, permitindo que Rascher simulasse as condições que seriam experimentadas por um piloto em queda livre de altitude sem oxigênio. Depois de ver um relatório de um dos experimentos fatais, Himmler observou que, se um sujeito sobrevivesse a esse tratamento, ele deveria ser "perdoado" à prisão perpétua. Rascher respondeu a Himmler que as vítimas até agora eram apenas poloneses e soviéticos, e que ele acreditava que eles não deveriam receber nenhum tipo de anistia. 80 dos 200 indivíduos morreram por causa do experimento e o restante foi assassinado.

### Experimentos de congelamento
Rascher também conduziu os chamados "experimentos de congelamento" em nome da Luftwaffe em 300 cobaias sem seu consentimento. Investigadores americanos mais tarde concluíram que Rascher tinha sido apenas uma frente conveniente para o cirurgião-chefe da Luftwaffe, Erich Hippke, que tinha sido a verdadeira fonte das ideias para os experimentos de Rascher. Os experimentos foram conduzidos em Dachau após a conclusão dos experimentos de alta altitude. O objetivo era determinar a melhor maneira de aquecer os pilotos alemães que haviam sido forçados a descer no Mar do Norte e sofriam hipotermia. As vítimas de Rascher foram forçadas a permanecer nuas ao ar livre em clima gelado por até 14 horas, ou mantidas em um tanque de água gelada por três horas, seu pulso e temperatura interna medidos através de uma série de eletrodos. O aquecimento das vítimas foi então tentado por diferentes métodos, mais geralmente e com sucesso por imersão em água quente; Pelo menos uma testemunha, assistente de alguns desses procedimentos, testemunhou mais tarde que algumas vítimas foram jogadas em água fervente para reaquecimento.
Himmler participou de alguns dos experimentos e disse a Rascher que ele deveria ir à região do Mar do Norte e descobrir como as pessoas comuns lá aqueceram as vítimas do frio extremo. Himmler teria dito que pensava "que uma pescadora poderia muito bem levar seu marido meio congelado para sua cama e reanimá-lo daquela maneira" e acrescentou que todos acreditavam que o "calor animal" tinha um efeito diferente do calor artificial. Quatro mulheres ciganas foram enviadas do campo de concentração de Ravensbrück e o aquecimento foi tentado colocando a vítima hipotérmica entre duas mulheres nuas.
Em outubro de 1942, os resultados dos experimentos foram apresentados em uma conferência médica em Nuremberg em duas apresentações chamadas "Prevenção e Tratamento do Congelamento" e "Aquecimento Após o Congelamento até o Ponto de Perigo".
Rascher, que já havia sido transferido para a Waffen-SS, estava ansioso para obter as credenciais acadêmicas necessárias para uma posição universitária de alto nível. Uma habilitação que deveria ser baseada em sua pesquisa fracassou, no entanto, em Munique, Marburg e Frankfurt, devido à exigência formal de que os resultados fossem disponibilizados para escrutínio público.
Experimentos semelhantes foram realizados de julho a setembro de 1944, quando o Ahnenerbe forneceu espaço e materiais aos médicos em Dachau para realizar "experimentos com água do mar", principalmente através de Wolfram Sievers. Sievers é conhecido por ter visitado Dachau em 20 de julho de 1944, para falar com Kurt Plötner e o não-Ahnenerbe Wilhelm Beiglboeck, que finalmente realizou os experimentos. Enquanto trabalhava em Dachau, Rascher desenvolveu as cápsulas de cianeto padrão, que podiam ser facilmente mordidas, deliberada ou acidentalmente.

### Experimentos de coagulação sanguínea
Rascher experimentou os efeitos do Polygal, uma substância feita de beterraba e pectina de maçã, que auxiliava na coagulação do sangue. Ele previu que o uso preventivo de comprimidos de Polygal reduziria o sangramento de ferimentos por arma de fogo sofridos durante o combate ou durante a cirurgia. Os indivíduos receberam um comprimido de Polygal e foram atingidos pelo pescoço ou tórax, ou seus membros amputados sem anestesia. Rascher publicou um artigo sobre sua experiência de uso do Polygal, sem detalhar a natureza dos testes em humanos e também criou uma empresa para fabricar a substância, composta por prisioneiros.